# Maculosalia grisa
Maculosalia grisa är en tvåvingeart som beskrevs av Chao och Liu 1985. Maculosalia grisa ingår i släktet Maculosalia och familjen parasitflugor. Inga underarter finns listade i Catalogue of Life.